# Amostragem de bósons
A amostragem de bósons é um modelo restrito de computação quântica não universal introduzido por Scott Aaronson e Alex Arkhipov após o trabalho original de L. Troyansky e Naftali Tishby, que explorou o uso possível de espalhamento de bósons para avaliar valores esperados de permanentes de matrizes.

## Descrição
Considere um circuito óptico linear multimodo de N modos que é injetado com M fótons únicos indistinguíveis (N>M). Então, a implementação fotônica da tarefa de amostragem de bósons consiste em gerar uma amostra a partir da distribuição de probabilidade de medições de um único fóton na saída do circuito. Especificamente, isso requer fontes confiáveis de fótons únicos (atualmente os mais usados são cristais paramétricos de conversão descendente), bem como um interferômetro linear. Este último pode ser fabricado, por exemplo, com divisores de feixe de fibra fundida, através de interferômetros integrados de sílica sobre silício ou escritos a laser, ou chips ópticos com interface elétrica e óptica.     Finalmente, o esquema também necessita de detectores de contagem de fótons únicos de alta eficiência, como aqueles baseados em nanofios supercondutores com polarização de corrente, que realizam as medições na saída do circuito. Portanto, com base nesses três ingredientes, a configuração de amostragem de bósons não requer quaisquer ancillas, medições adaptativas ou operações de emaranhamento. Isso o torna um modelo não universal de computação quântica e reduz a quantidade de recursos físicos necessários para sua realização prática.